# -1 (MINUS ONE)
『-1 (MINUS ONE』（マイナス・ワン）は、日本のロックバンドであるビデオ・スターリンの唯一のオリジナル・アルバム。
1988年9月20日にインディーズレーベルのB.Q.レコードからリリースされた。作詞は全曲MICHIRO（遠藤ミチロウ）、作曲はMICHIROとMAYが担当、プロデューサーは遠藤が担当している。
1985年のザ・スターリン解散後、ボーカルの遠藤ミチロウが新たにメンバーを選出し、ザ・スターリン時代の曲を演奏しビデオのみをリリースするというコンセプトであったビデオ・スターリンの唯一のアルバム。すでにライブ・ビデオを2本リリースしていたビデオ・スターリンであったが、本アルバムリリース前の8月4日の宮城県唐桑臨海劇場でのライブを最後に活動を停止しており、その後にリリースされている。
本作からは1枚もシングルカットはされなかったが、1988年1月9日に中野文化センターでのライブにて「ウルトラSEX MAN/24時間愛のファシズム」のソノシートが配布された。このアルバムにはザ・スターリン時代の曲は収録されておらず、全て新曲となっている。このアルバムを発表後にビデオ・スターリンは解散し、翌1989年に遠藤を中心にメンバーを一新したスターリンが結成される。後に遠藤のメジャー・デビュー30周年記念としてライブ音源などを追加収録した『MINUS ONE-LEGACY EDITION-』（2012年）がリリースされている。

## 背景
アルバム『破産』（1986年）発表後、遠藤ミチロウ&ゲイノー・ブラザーズという名義でバンド活動していた遠藤だが、9月13日の日比谷野外音楽堂でのライブイベント「DOORS ARE OPEN」にシークレットゲストとして出演したのを最後に同バンドの活動は停止する。その後Voice&Rhythmとの共演ライブを重ね、共同でのレコーディングの計画も立てられたが実現せず、遠藤は新たなバンドの結成を周囲に公言するようになる。
1987年に入り、遠藤は新たなバンドメンバーを雑誌などで一般から公募する事となる。公募の結果、MAY（ベース）、SAKAMITSU（ギター）、KUBOTA（ギター）、SHOKO（ドラムス）というメンバーでビデオ・スターリン (VIDEO STALIN)を結成する。同バンドはザ・スターリンの曲を演奏し、ビデオ作品のみをリリースする目的で結成された。またメンバーは遠藤以外は全てプロ経験のない新人であった。5月3日、4日にはビデオ・スターリンのデビューライブが新宿ロフトにて2日間連続で行われた。5月29日には富山大学野外特設ステージにて開催された「富大前夜祭コンサート」に出演した。
この時期に遠藤はビデオ・スターリンとは別にソロアルバム制作のためにメンバーを集め、パラノイア・スター (PARANOIA-STARR) を結成する。メンバーはHOMARE（ギター）、BOY（ドラムス）、斉藤トオル（キーボード）、後に新生スターリンにも参加する事となる西村雄介（ベース）。5月8日には渋谷LIVE INNにて同バンドのデビューライブが実施されたものの、同バンドはアルバム『TERMINAL』（1987年）と2回のライブを行ったのみで活動停止、遠藤はビデオ・スターリンでの活動に注力するようになる。
6月にはザ・スターリン時代のPVやライブ映像を収録した編集版ビデオ『Your Order!』がリリースされた。その後、7月3日の千葉ダンシングマザースを皮切りに「ラディカル・ミステリー・ツアー'87」と題したライブツアーを実施し、9月25日の横浜教育会館で開催された「幻夢現夢第一夜」まで20都市全21公演に亘って行われた。8月1日には遠藤と粉川哲夫の対談やひさうちみちお、蛭子能収、丸尾末広、平口広美らの漫画が記載された単行本『ビデオスターリンのチャンネル大戦争』が発売された。8月15日にはビデオスターリンの1本目のビデオ『DEBUT!』がリリースされ、ザ・スターリンのビデオ『Your Order!』の価格は4800円と当時のビデオ作品としては充分破格の安値であったが、『DEBUT!』はビデオ内に収録するCMスポンサーを募った事なども影響し、2800円と当時のLPレコードとほぼ同額となる破格の安値でリリースされた。しかしこの価格設定が災いし、ビデオは出せば出すほど赤字になる状態であった。その後10月17日の新宿ロフトより2本目となる全国ツアー「ラディカル・ミステリー・ツアー3」が開始され、12月29日の吉祥寺バウスシアターで開催された「トランス・ナイト」まで26都市全31公演に亘って実施された。
1988年に入り、1月から3月まで数回の単独公演を経た後の4月15日に2本目となるミュージック・ビデオ『LOVE TERRORIST』がリリースされた。その後4月24日の新宿ロフトを皮切りに3本目となる全国ツアー「NO FUN TOUR NO.1」が開始され、8月4日の宮城県唐桑臨海劇場まで19都市全20公演を実施するも、同日のライブが最後となりビデオ・スターリンは活動停止となった。

## 録音、リリース
本作のレコーディングは1988年にエコーハウスおよびスターシップスタジオにて行われた。本作収録曲の内「-1（マイナス・ワン）(GASS '88 MIX)」は、ザ・スターリン時代に演奏されていた「GASS」が原曲となっている。また、「Sha.La.La」はサビ部分のみMAYが作曲したが、他の部分が作曲できず、レコーディングにて残りの部分を遠藤が即興で仕上げて完成した。
本作は1988年9月20日にインディーズレーベルのB.Q.レコードからLPおよびCDの2形態で、限定5000枚（LP2000枚、CD3000枚）でリリースされた。2012年3月14日には、遠藤のメジャーデビュー30周年記念盤として、アルバム未収録であった2本目のビデオ『LOVE TERRORIST』に収録されていた「羊飼いのうた」、「タイフーン・レディ・フラッシュ」、「キリの中」のライブ音源と、1988年1月9日に中野文化センター・ホールにて配布されたソノシート収録の「ウルトラ・SEX・MAN」、「24時間愛のファシズム」を収録した1枚目と、1本目のビデオ『DEBUT!』の収録曲全曲に「先天性労働者」、「20th Century Boy」の2曲を追加した2枚目との2枚組による『MINUS ONE-LEGACY EDITION-』がリリースされている。

## ツアー
ビデオ・スターリンとしてのツアーは全て本作リリース以前に行われており、1987年7月3日の千葉ダンシングマザースから9月25日の横浜教育会館の「幻夢現夢第一夜」まで20都市全21公演におよぶライブツアー「ラディカル・ミステリー・ツアー'87」、同年10月17日の新宿ロフトから12月29日の吉祥寺バウスシアターの「トランス・ナイト」まで26都市全31公演におよぶライブツアー「ラディカル・ミステリー・ツアー3」、1988年4月24日の新宿ロフトから8月3日、4日の2日間連続公演となった宮城県唐桑臨海劇場まで19都市全20公演におよぶライブツアー「NO FUN TOUR NO.1」の合計3本のライブツアーが実施された。

## 批評
| 専門評論家によるレビュー | 専門評論家によるレビュー |
| レビュー・スコア         | レビュー・スコア         |
| 出典                     | 評価                     |
| ------------------------ | ------------------------ |
| CDジャーナル             | 肯定的                   |
| レコード・コレクターズ   | 肯定的                   |

批評家たちからは本作の存在意義に関して肯定的な意見が挙げられており、音楽情報サイト『CDジャーナル』では、メンバーが一新された事や活動期間が短かった事に触れ、「刹那的時間がいかにもパンクらしい」と肯定的に評価、音楽誌『レコード・コレクターズ』では、同時期に活動していたパラノイア・スターと比較した上で「音的には過激でも先鋭でもない面もある」と音楽性に関しては否定的な指摘をしているが、「彼（遠藤）からほとばしり出る情念と意図はかわせるわけもなし」と企画意図や活動内容は好意的に解釈し、本作の直後に第二次バンドブームが発生した事を踏まえて「どろりとした文学性もどこかポップに聞こえる」と肯定的に評価した。

## 収録曲

### オリジナル版
- CD付属の歌詞カードに記載されたクレジットを参照[12]。

| #         | タイトル                               | 作詞      | 作曲      | 時間  |
| --------- | -------------------------------------- | --------- | --------- | ----- |
| 1.        | 「LOVE TERRORIST」                     | MICHIRO   | MICHIRO   | 3:27  |
| 2.        | 「24時間 愛のファシズム」              | MICHIRO   | MAY       | 3:01  |
| 3.        | 「KOREA」                              | MICHIRO   | MICHIRO   | 3:47  |
| 4.        | 「-1（マイナス・ワン）(GASS '88 MIX)」 | MICHIRO   | MICHIRO   | 9:44  |
| 合計時間: | 合計時間:                              | 合計時間: | 合計時間: | 19:59 |

| #         | タイトル               | 作詞      | 作曲         | 時間  |
| --------- | ---------------------- | --------- | ------------ | ----- |
| 5.        | 「Relo Relo」          | MICHIRO   | MAY          | 2:31  |
| 6.        | 「New York PARANOIA」  | MICHIRO   | MICHIRO      | 5:43  |
| 7.        | 「ウルトラ・SEX・MAN」 | MICHIRO   | MICHIRO      | 3:07  |
| 8.        | 「Sha.La.La」          | MICHIRO   | MAY、MICHIRO | 8:00  |
| 合計時間: | 合計時間:              | 合計時間: | 合計時間:    | 19:21 |

### LEGACY EDITION
- CD付属の歌詞カードに記載されたクレジットを参照[13]。

| #         | タイトル                                  | 作詞      | 作曲         | 時間  |
| --------- | ----------------------------------------- | --------- | ------------ | ----- |
| 1.        | 「LOVE TERRORIST」                        | MICHIRO   | MICHIRO      | 3:26  |
| 2.        | 「24時間 愛のファシズム」                 | MICHIRO   | MAY          | 3:00  |
| 3.        | 「KOREA」                                 | MICHIRO   | MICHIRO      | 3:46  |
| 4.        | 「-1（マイナス・ワン）- GASS '88 MIX」    | MICHIRO   | MICHIRO      | 9:44  |
| 5.        | 「Relo Relo」                             | MICHIRO   | MAY          | 2:30  |
| 6.        | 「New York PARANOIA」                     | MICHIRO   | MICHIRO      | 5:41  |
| 7.        | 「ウルトラ・SEX・MAN」                    | MICHIRO   | MICHIRO      | 3:06  |
| 8.        | 「Sha.La.La」                             | MICHIRO   | MAY、MICHIRO | 8:04  |
| 9.        | 「羊飼いのうた (LIVE)」                   | MICHIRO   | MAY          | 2:52  |
| 10.       | 「タイフーン・レディ・フラッシュ (LIVE)」 | MICHIRO   | MICHIRO      | 2:33  |
| 11.       | 「キリの中 (LIVE)」                       | MICHIRO   | MICHIRO      | 3:18  |
| 12.       | 「ウルトラ・SEX・MAN」(ソノシート音源)    | MICHIRO   | MICHIRO      | 3:05  |
| 13.       | 「24時間愛のファシズム」(ソノシート音源)  | MICHIRO   | MAY          | 3:04  |
| 合計時間: | 合計時間:                                 | 合計時間: | 合計時間:    | 54:09 |

| #         | タイトル                          | 作詞           | 作曲           | 時間  |
| --------- | --------------------------------- | -------------- | -------------- | ----- |
| 1.        | 「愛してやるさ!」                 | MICHIRO        | MICHIRO        | 2:55  |
| 2.        | 「猟奇ハンター (LIVE)」           | MICHIRO        | MICHIRO        | 2:35  |
| 3.        | 「冷蔵庫 (LIVE)」                 | MICHIRO        | MICHIRO        | 1:35  |
| 4.        | 「天上ペニス (LIVE)」             | MICHIRO        | MICHIRO        | 1:55  |
| 5.        | 「STOP GIRL (LIVE)」              | MICHIRO        | MICHIRO        | 3:12  |
| 6.        | 「爆裂（バースト）ヘッド (LIVE)」 | MICHIRO        | MICHIRO        | 2:58  |
| 7.        | 「先天性労働者 (LIVE)」           | MICHIRO        | 晋太郎、タム   | 4:57  |
| 8.        | 「メシ喰わせろ! (LIVE)」          | MICHIRO        | MICHIRO        | 4:04  |
| 9.        | 「渚の天婦羅ロック (LIVE)」       | MICHIRO        | MICHIRO        | 3:13  |
| 10.       | 「バキューム (LIVE)」             | MICHIRO        | MICHIRO        | 2:37  |
| 11.       | 「解剖室 (LIVE)」                 | MICHIRO        | MICHIRO        | 1:59  |
| 12.       | 「仰げば尊し (LIVE)」             | 文部省唱歌     | 文部省唱歌     | 2:53  |
| 13.       | 「20th Century Boy (LIVE)」       | マーク・ボラン | マーク・ボラン | 3:27  |
| 14.       | 「虫 (LIVE)」                     | MICHIRO        | タム           | 13:18 |
| 15.       | 「バイ・バイ“ニーチェ” (LIVE)」   | MICHIRO        | MICHIRO        | 2:31  |
| 16.       | 「GASS (ORIGINAL VERSION)」       | MICHIRO        | MICHIRO        | 8:46  |
| 合計時間: | 合計時間:                         | 合計時間:      | 合計時間:      | 62:55 |

## スタッフ・クレジット
- CD付属の歌詞カードに記載されたクレジットを参照[14]。

### VIDEO-STALIN
- MICHIRO - ボーカル、ギター（「LEGACY EDITION」Disc 2 8曲目）
- KUBOTA - ギター、コーラス
- MAY - ベース、コーラス
- SHOKO - ドラムス
- SAKAMITSU - ギター（「LEGACY EDITION」Disc 2 2〜7,13〜15曲目）

### スタッフ
- 森山恭行 - エンジニア
- 安江水伊那 - 写真撮影

## リリース日一覧
| No. | リリース日    | レーベル     | 規格 | カタログ番号 | 最高順位 | 備考 | 出典          |
| --- | ------------- | ------------ | ---- | ------------ | -------- | --- | ------------- |
| 1   | 1988年9月20日 | B.Q. RECORDS | LP   | BQL-2        | -        | 限定2000枚                                                                                              |               |
| 2   | 1988年9月20日 | B.Q. RECORDS | CD   | BQD-2        | -        | 限定3000枚                                                                                              | [ 15 ]        |
| 3   | 2008年12月8日 | いぬん堂     | LP   | BQD-2        | -        | | [ 16 ]        |
| 4   | 2012年3月14日 | いぬん堂     | CD   | WC-080〜81   | -        | 『MINUS ONE -LEGACY EDITION-』としてリリース ビデオ『DEBUT!』、『LOVE TERRORIST』、ソノシート音源を収録 | [ 10 ] [ 17 ] |